# Svišťouni
Svišťouni (Apodiformes) jsou řád ptáků se srpovitými křídly. Tito ptáci patří mezi nejrychlejší a nejpohyblivější letce. Někteří z nich létají rychlostí až 220 km/h.
Jediným zástupcem řádu, který hnízdí v České republice, je rorýs obecný (Apus apus). Na území ČR výjimečně zalétá z jižní Evropy rorýs velký (Tachymarptis melba).

## Taxonomie
Řád svišťounů tvoří tři čeledi:
- klechovití (Hemiprocnidae)
- rorýsovití (Apodidae)
- kolibříkovití (Trochilidae) s řadou rodů a druhů, např. kalypta nejmenší (Mellisuga helenae), kalypta růžovohlavá (Calypte anna), kolibřík vlaštovčí (Eupetomena macroura), kolibřík rubínohrdlý (Archilochus colubris), kolibřík mečozobec (Ensifera ensifera), kolibřík velký (Patagona gigas), kolibřík nádherný (Lophornis magnificus), kolibřík duhový (Amazilia versicolor), kolibřík červenozobý (Trochilus polytmus).